# Еркенбрехтсвајлер
Еркенбрехтсвајлер (њем. Erkenbrechtsweiler) општина је у њемачкој савезној држави Баден-Виртемберг. Једно је од 44 општинска средишта округа Еслинген. Према процјени из 2010. у општини је живјело 2.080 становника. Посједује регионалну шифру (AGS) 8116018.

## Географски и демографски подаци
Еркенбрехтсвајлер се налази у савезној држави Баден-Виртемберг у округу Еслинген. Општина се налази на надморској висини од 702 метра. Површина општине износи 6,9 km². У самом мјесту је, према процјени из 2010. године, живјело 2.080 становника. Просјечна густина становништва износи 300 становника/km².